# San Teodoro (Filippine)
San Teodoro è una municipalità di quarta classe delle Filippine, situata nella provincia di Mindoro Orientale, nella regione del Mimaropa.
San Teodoro è formata da 8 barangay:
- Bigaan
- Caagutayan
- Calangatan
- Calsapa
- Ilag
- Lumangbayan
- Poblacion
- Tacligan